# Itonia lentisinua
Itonia lentisinua är en fjärilsart som beskrevs av George Francis Hampson 1926. Itonia lentisinua ingår i släktet Itonia och familjen nattflyn. Inga underarter finns listade i Catalogue of Life.